# Den blaa Diamant
Den blaa Diamant er en tysk stumfilm fra 1910 af Viggo Larsen.

## Medvirkende
- Viggo Larsen som Sherlock Holmes
- Paul Otto som Arsène Lupin